# Либрамон-Шевиньи
Либрамо́н-Шевиньи́ (иногда просто Либрамон; фр. Libramont-Chevigny / Libramont, валлон. Libråmont / Libraumont) — коммуна в Валлонии, расположенная в провинции Люксембург, округ Нёфшато. Принадлежит Французскому языковому сообществу Бельгии. На площади 177,86 км² проживают 9851 человек (плотность населения — 55 чел./км²), из которых 49,01 % — мужчины и 50,99 % — женщины. Средний годовой доход на душу населения в 2003 году составлял 10 760 евро.
Почтовый код: 6800. Телефонный код: 061.